# Othonna obtusiloba
Othonna obtusiloba là một loài thực vật có hoa trong họ Cúc. Loài này được Harv. mô tả khoa học đầu tiên.